# Pheidole aeberlii
Pheidole aeberlii är en myrart som beskrevs av Auguste-Henri Forel 1894. Pheidole aeberlii ingår i släktet Pheidole och familjen myror.

## Underarter
Arten delas in i följande underarter:
- P. a. aeberlii
- P. a. erythraea